# Challenge Trophy 1975
De Challenge Trophy 1975 was het 53e seizoen van Canada's nationale voetbalbeker voor mannenploegen, toen de enige nationale voetbalcompetitie in het land. De eindfase van de bekercompetitie vond plaats van 22 tot 24 augustus 1975 in Calgary (Alberta). De kwalificaties werden gehouden van eind juli tot midden augustus.

## Deelnemende teams
Alle tien de Canadese provincies vaardigden een team af om deel te nemen aan het Challenge Trophy-seizoen van 1975. Het betrof:
| Provincie            | Team                        | Plaats        |
| -------------------- | --------------------------- | ------------- |
| Alberta              | Edmonton Ital-Canadians     | Edmonton      |
| Brits-Columbia       | Victoria London Boxing Club | Victoria      |
| Québec               | Kalena Saint-Simon Montréal | Montréal      |
| Manitoba             | Winnipeg Thistle FC         | Winnipeg      |
| New Brunswick        | Saint John Islanders        | Saint John    |
| Newfoundland         | St. Lawrence Laurentians    | St. Lawrence  |
| Nova Scotia          | Halifax City Sports Club    | Halifax       |
| Ontario              | Brantford Falcons           | Brantford     |
| Prince Edward Island | Charlottetown Jumping Jacks | Charlottetown |
| Saskatchewan         | Saskatoon United            | Saskatoon     |

## Kwalificaties

### Format
Als organiserende provincie was de ploeg uit Alberta vrijgesteld van kwalificatiematchen. De negen andere provincies speelden kwalificatiewedstrijden tegen naburige provincies op drie locaties.
De West-Canadese kwalificaties te Winnipeg lieten de winnaar van het duel Manitoba–Saskatchewan uitkomen tegen Brits-Columbia ter bepaling van een West-Canadese deelnemer aan het hoofdtoernooi.
De Maritieme kwalificaties te Saint John lieten de winnaar van het duel New Brunswick–Nova Scotia uitkomen tegen Prins Edwardeiland ter bepaling van een Maritieme deelnemer aan het Oost-Canadese kwalificatietoernooi. In dat laatste kwalificatietoernooi te St. John's nam de winnaar van de Maritieme kwalificaties het op tegen de respectievelijke ploegen uit Ontario, Québec en Newfoundland ter bepaling van twee Oost-Canadese deelnemers aan het hoofdtoernooi.

### Wedstrijden
| Datum       |                     | Uitslag |                             |
| ----------- | ------------------- | ------- | --------------------------- |
| 26 juli     | Winnipeg Thistle FC | 6–0     | Saskatoon United            |
|             |                     |         |                             |
| 17 augustus | Winnipeg Thistle FC | 1–3     | Victoria London Boxing Club |

Victoria London Boxing Club plaatste zich voor het hoofdtoernooi.
| Datum |                      | Uitslag |                             |
| ----- | -------------------- | ------- | --------------------------- |
| ?     | Saint John Islanders | 6–1     | Halifax City Sports Club    |
|       |                      |         |                             |
| ?     | Saint John Islanders | 4–1     | Charlottetown Jumping Jacks |

De Saint John Islanders plaatsten zich voor het Oost-Canadese kwalificatietoernooi te St. John's.
| Datum       |                             | Uitslag |                             |
| ----------- | --------------------------- | ------- | --------------------------- |
| ?           | St. Lawrence Laurentians    | 1–0     | Saint John Islanders        |
| ?           | Kalena Saint-Simon Montréal | 2–1     | Brantford Falcons           |
| 17 augustus | Saint John Islanders        | 6–2     | Brantford Falcons           |
| 17 augustus | St. Lawrence Laurentians    | 3–2     | Kalena Saint-Simon Montréal |

De St. Lawrence Laurentians en Kalena Saint-Simon Montréal plaatsten zich als twee Oost-Canadese deelnemers voor het hoofdtoernooi. De Laurentians wonnen daarbij het kwalificatietoernooi.

## Hoofdtoernooi

### Format
In het hoofdtoernooi te Calgary speelden de ploegen uit de twee westelijke en de twee oostelijke gekwalificeerde provincies tegen elkaar de halve finale. Zo speelde de beste West-Canadese en de beste Oost-Canadese ploeg tegen elkaar om de trofee. Daarnaast was er ook een troostfinale voor de bronzen medaille.

### Hoofdtoernooi
| Datum       |                          | Uitslag |                             |
| ----------- | ------------------------ | ------- | --------------------------- |
| 22 augustus | Edmonton Ital-Canadians  | 1–4     | Victoria London Boxing Club |
| 23 augustus | St. Lawrence Laurentians | 6–4     | Kalena Saint-Simon Montréal |

| Datum       |                         | Uitslag |                             |
| ----------- | ----------------------- | ------- | --------------------------- |
| 24 augustus | Edmonton Ital-Canadians | 3–1     | Kalena Saint-Simon Montréal |

De Challenge Trophy-finale van 1975 was de eerste ooit waarin een ploeg uit de provincie Newfoundland meespeelde. Het was echter de Victoria London Boxing Club die de trofee binnenhaalde – de 25e eindoverwinning voor Brits-Columbia.
| Datum       |                             | Uitslag |                          |
| ----------- | --------------------------- | ------- | ------------------------ |
| 24 augustus | Victoria London Boxing Club | 3–1     | St. Lawrence Laurentians |